# Acción Renovadora de Chile
Acción Renovadora de Chile fue un partido político chileno fundado el 1 de diciembre de 1948 con la finalidad de presentar candidaturas para las elecciones parlamentarias de 1949. Uno de sus iniciadores fue Jorge Meléndez Escobar, diputado por Santiago en dos períodos consecutivos (1949-1957).
La directiva del partido al momento de su constitución estaba compuesta por Luis Alberto Pannatt (presidente), Rafael Vergara Semblet (primer vicepresidente), Enrique Acevedo Davenport (segundo vicepresidente), Belisario Acuí Pruneda (secretario general), Mario Rojas Arnabat (primer secretario auxiliar), Víctor Santelices Reyes (segundo secretario auxiliar) y Eduardo Monardes Videla (tesorero).
En las elecciones parlamentarias de 1957 el partido no logró representación y desapareció de la legalidad, sus miembros pasaron a formar parte de la Falange Nacional.

## Resultados electorales

### Elecciones parlamentarias
|  | 0,43 % |

|  | 1,18 % |

|  | 2,02 % |

### Elecciones municipales
|  | 1,02 % |

|  | 0,15 % |